# 大局観
大局観（たいきょくかん）とは、囲碁、将棋、チェスなどのボードゲームで、的確な形勢判断を行う能力のこと。

## 概要
大局観とは、ボードゲームに置いて、部分的なせめぎ合いにとらわれずに、全体の形の良し悪しを見極め、自分が今どの程度有利不利にあるのか、堅く安全策をとるか、勝負に出るかなどの判断を行う能力のことである。
また、大局観はその能力だけでなく、「大局についての見通しや判断。大局的見地」のことも指す言葉である。また、大局的見地と呼ばれることもある。
大局観に優れると、駒がぶつかっていない場所から意表を突く攻めを行うなど、長期的かつ全体的な視野のもと手を進めることが可能となる。反対に大局観が備わっていなければ、盤上の一部での駒のぶつかり合いや、短期的な駒の損得しか考えられなくなる。多分に直感的なもので、コンピュータでは完全な再現は難しく、駒の位置関係を点数化するなどして擬似的に再現している。
チェス用語ではStrategyが類似した考えである（戦法はTactics）。大局観の英訳は通常「perspective」が当てられるが、チェスからの援用で「Strategy」が用いられる事もある（将棋のStrategyとTactics）。

## 比喩
- 転じて、物事の全体像（俯瞰像）をつかむ能力のことを「大局観」または「大局」と呼ばれる。